# Tadej Valentan
Tadej Valentan (ur. 17 listopada 1982) – słoweński snowboardzista. Nie startował na igrzyskach olimpijskich. Jego najlepszym wynikiem na mistrzostwach świata w snowboardzie było 13. miejsce w Big Air na mistrzostwach w Kreischbergu. Najlepsze wyniki w Pucharze Świata w snowboardzie osiągnął w sezonie 2001/2002, kiedy to zajął 27. miejsce w klasyfikacji Big Air.

## Sukcesy

### Mistrzostwa Świata
| Miejsce | Dzień       | Rok  | Miejscowość | Konkurencja | Zwycięzca     |
| ------- | ----------- | ---- | ----------- | ----------- | ------------- |
| 13.     | 18 stycznia | 2003 | Kreischberg | Big Air     | Risto Mattila |

### Puchar Świata

#### Miejsca w klasyfikacji Big Air
- 2001/2002 - 27.
- 2002/2003 - 55.

#### Miejsca na podium
1. Kreischberg – 27 stycznia 2002 (Big Air) - 1. miejsce